# Bahnhof Kirchenlaibach
Der Bahnhof Kirchenlaibach ist ein Kreuzungsbahnhof zweier Hauptbahnen in der Gemeinde Speichersdorf in Oberfranken.

## Lage
Das Bahnhofsgelände erstreckt sich in Ost-West-Richtung auf flachem Terrain am Südrand der Ortsteile Speichersdorf und Kirchenlaibach. Die sich dort kreuzenden Bahnstrecken verlaufen von Nordwest nach Südost und von Süd nach Nordost. Nächste Stadt ist das neun Kilometer entfernte Kemnath.

## Geschichte und Beschreibung

Bahnhof und Umgebung um 1880

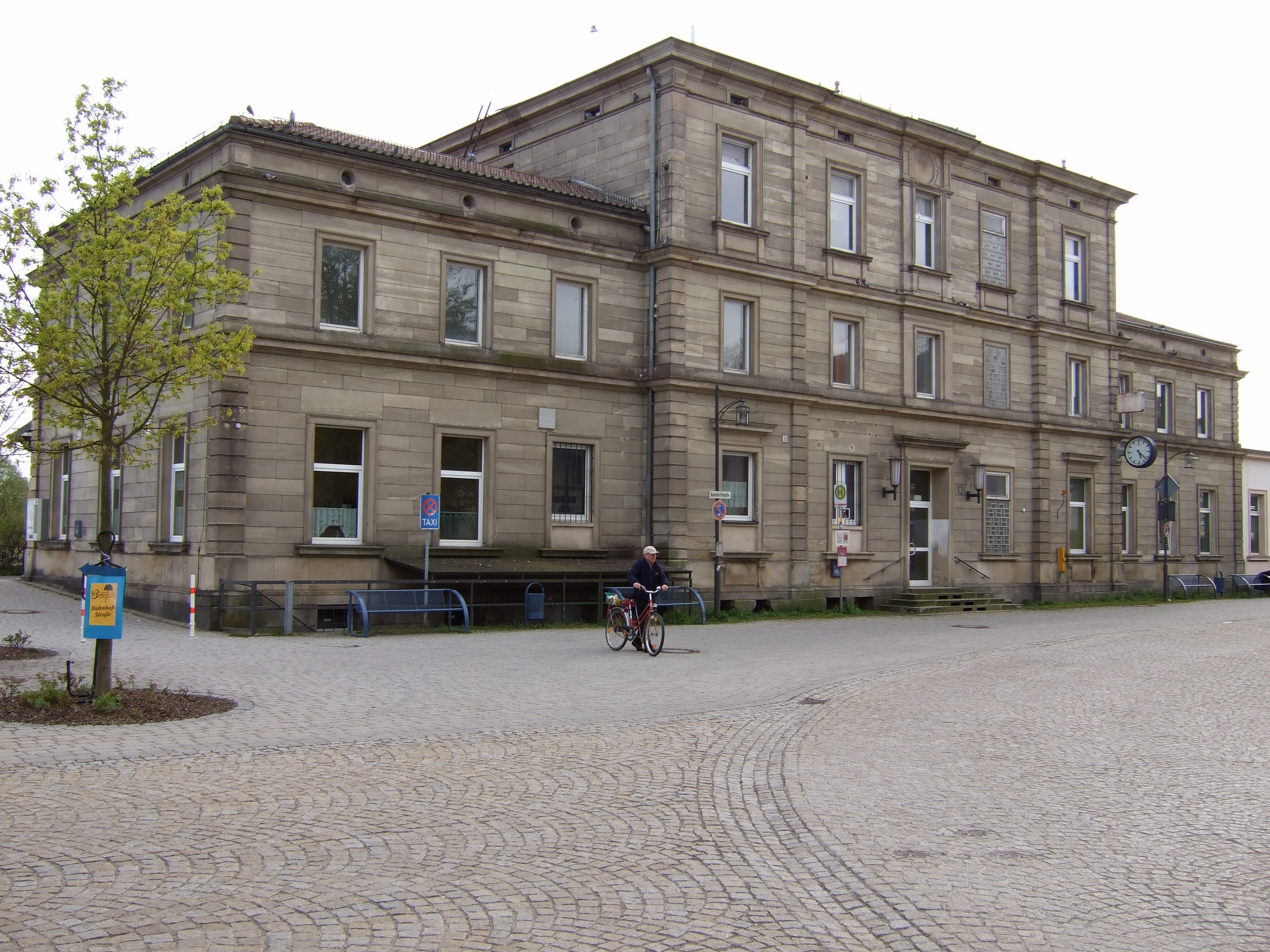
Empfangsgebäude

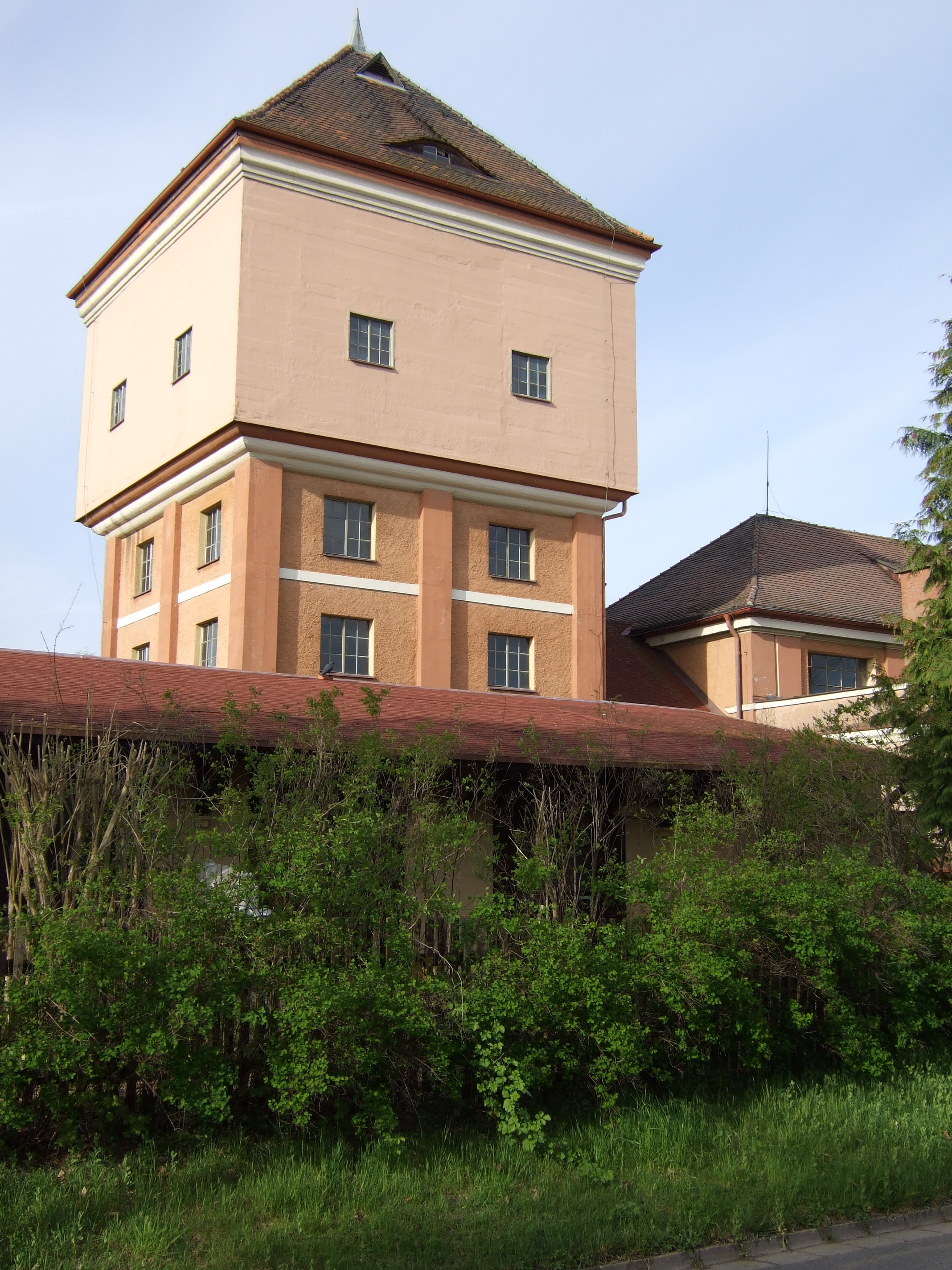
Der markante Wasserturm des einstigen Betriebswerks

Der Bahnhof wurde am 1. Dezember 1863 mit der Eröffnung der Bahnstrecke Weiden–Bayreuth der privaten Actiengesellschaft der bayerischen Ostbahnen in Betrieb genommen. Am 1. Januar 1876 wurde die Bahngesellschaft verstaatlicht, Strecke und Bahnhof gehörten fortan den Königlich Bayerischen Staatseisenbahnen (K.Bay.Sts.B.). In den Jahren 1877/78 wurde der Bahnhof großzügig umgestaltet. Von Schnabelwaid kommend erreichte am 15. August 1878 die Fichtelgebirgsbahn den Bahnhof und führte von dort weiter nach Oberkotzau an der Bahnstrecke Bamberg–Hof. Der neu entstandene Knotenbahnhof erhielt eine ausgedehnte Gleisanlage mit sieben Durchgangsgleisen an Bahnsteigen, vier weiteren Haupt- und vier Nebengleisen. An der Nordseite des Bahnhofs entstanden einige Ladegleise. Das heutige Hauptgebäude wurde zwischen 1898 und 1902 errichtet.
Bis 1972 gehörte Kirchenlaibach zur Bahndirektion Regensburg und kam nach deren Auflösung zur BD Nürnberg. Das Bahnbetriebswerk, das 1974 zur Außenstelle des Bw Bayreuth wurde, verfügte über einen Lokomotivschuppen in Rundbauweise. Es beherbergte ausschließlich Dampflokomotiven, die 21 Lokomotivstände wurden über eine Drehscheibe erreicht. Die Zuführungs- und Hinterstellgleise des Betriebswerks lagen im südlichen Bahnhofsteil. Mit der 052 491 verließ am 8. Dezember 1975 die letzte Dampflok die Einsatzstelle Kirchenlaibach des Bahnbetriebswerks Bayreuth; nach dem Ende des Dampfbetriebs wurde die Anlage geschlossen und in der Folge abgerissen.
Im Gegensatz zur Fichtelgebirgsbahn blieb die Ostbahn immer eingleisig, obwohl sie von vornherein für einen zweigleisigen Ausbau vorgesehen war. Die Strecken trennen sich unmittelbar an den Bahnhofsköpfen, wobei die Gleise in Richtung Nürnberg eine enge Kurve von mehr als 90 Grad beschreiben.
Der Bahnhof erstreckt sich in West-Ost-Richtung, das Empfangsgebäude liegt nördlich der Anlagen. Außer dem heute nur selten genutzten Hausbahnsteig an Gleis 1 gibt es zwei überdachte Inselbahnsteige (Gleis 2/3 und Gleis 4/5), die durch eine Unterführung erreicht werden. Vorhanden ist zudem ein Inselbahnsteig an Gleis 7, der nicht mehr genutzt wird und durch die Unterführung nicht mehr erreicht werden kann. 
Die Güterverkehrsanlagen sowie das Bahnbetriebswerk im Süden des Bahnhofes wurden weitgehend abgebaut.

## Gegenwart

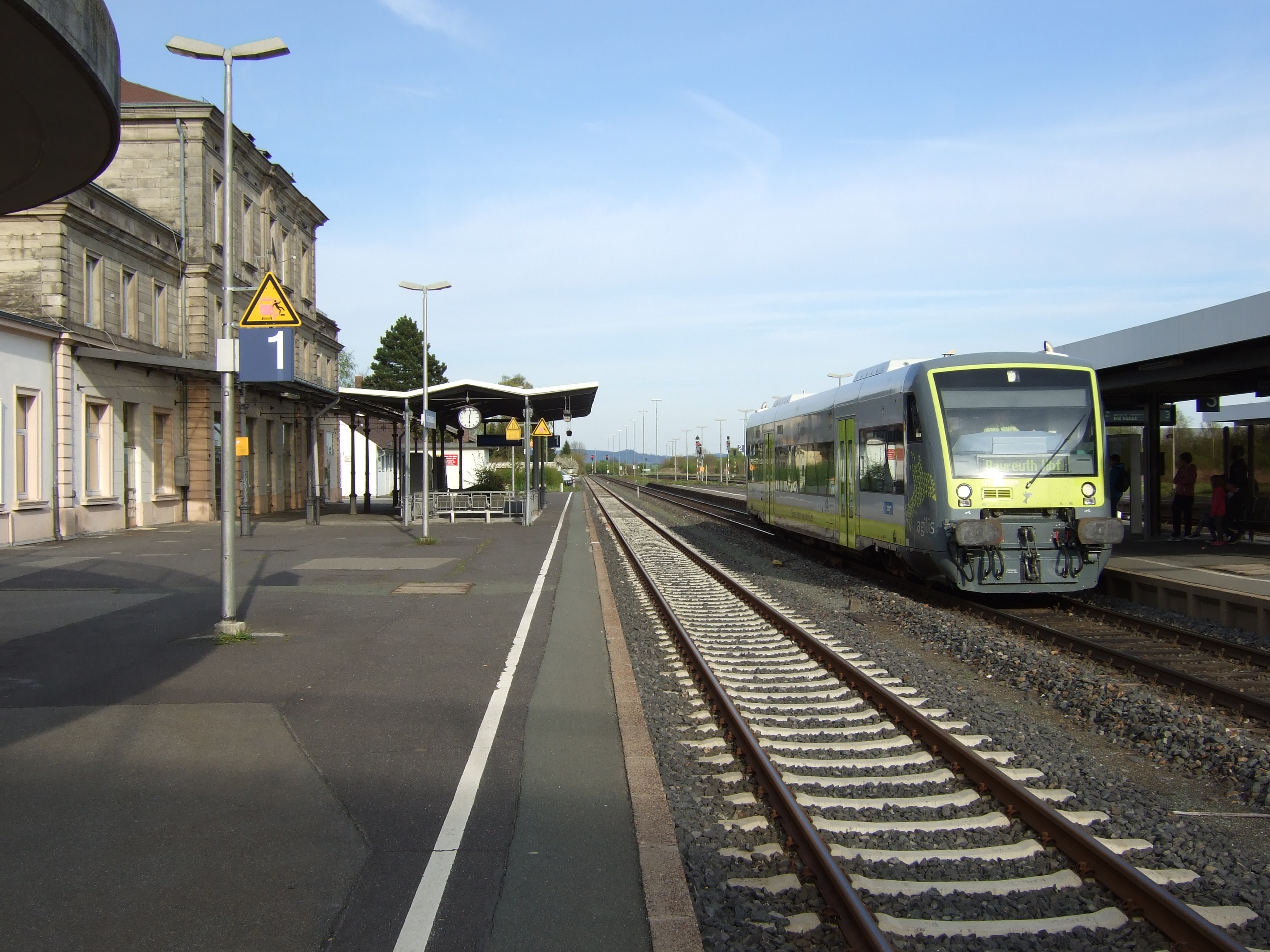
Triebwagen aus Hof der Baureihe RS1 des Unternehmens Agilis

Fernverkehr findet nicht mehr statt. Dennoch ist der Bahnhof ein wichtiger Umsteigepunkt. Auf der Relation Nürnberg–Marktredwitz–Hof/Cheb verkehren Dieseltriebwagen mit Neigetechnik der Baureihe 612 der DB Regio Nordostbayern stündlich als Regional-Express, abwechselnd nach Marktredwitz beziehungsweise Hof und Cheb. Auf den Relationen Bayreuth–Bad Steben und Weiden–Bayreuth–Weidenberg verkehren Nahverkehrstriebwagen des Unternehmens Agilis im Stundentakt.
| Linie                   | Laufweg                                                                  | Laufweg                                                                 | Frequenz                                                                   |
| ----------------------- | ------------------------------------------------------------------------ | ----------------------------------------------------------------------- | -------------------------------------------------------------------------- |
| RE31                    | Nürnberg Hbf – Hersbruck r Peg – Pegnitz – Kirchenlaibach – Marktredwitz | ( – Hof Hbf)                                                            | Stundentakt Nürnberg Hbf–Marktredwitz Zweistundentakt Marktredwitz–Hof Hbf |
| RE33                    | Nürnberg Hbf – Hersbruck r Peg – Pegnitz – Kirchenlaibach – Marktredwitz | – Cheb                                                                  | Zweistundentakt                                                            |
| RB34                    | Weiden – Trabitz – Kirchenlaibach – Stockau – Bayreuth Hbf – Weidenberg  | Weiden – Trabitz – Kirchenlaibach – Stockau – Bayreuth Hbf – Weidenberg | Stundentakt                                                                |
| RB 97                   | Bad Steben – Hof Hbf – Marktredwitz – Kirchenlaibach – Bayreuth Hbf      | Bad Steben – Hof Hbf – Marktredwitz – Kirchenlaibach – Bayreuth Hbf     | Stundentakt                                                                |
| Stand 15. Dezember 2024 |                                                                          |                                                                         |                                                                            |

Im Jahr 2014 ist das denkmalgeschützte Empfangsgebäude verwaist. Das Bahnbetriebswerk ist, mit Ausnahme des Wasserturms und einiger Nebengebäude, abgerissen. Die Gleisanlagen wurden auf ein Minimum reduziert.
Die Gemeindeverwaltung und der Bürgermeister kritisieren den Zustand des Bahnhofs. Seit der Privatisierung der Bahn lasse der Unterhalt zu wünschen übrig, das seit einigen Jahren verschlossene Bahnhofsgebäude verliere an Substanz. Der Zugang zu den Gleisen sei nicht barrierefrei, die Toilette seit mehreren Jahren geschlossen. Bei Starkregen stehe in der Unterführung das Wasser, dort fielen Fliesen von der Wand, aus der Decke brächen ganze Mauerstücke ab. Laut Auskunft der Bahn gibt es derzeit keine konkreten Sanierungs- beziehungsweise Ausbaupläne.

## Ausblick
Im Juni 2017 teilte die Deutsche Bahn mit, der Bahnhof solle behindertengerecht umgebaut werden. Die vorhandenen Fußgängerunterführungen sollen verfüllt werden, der Zugang zu den Mittelbahnsteigen soll künftig über den seit 1997 bestehenden Fußgängersteg erfolgen. Bis Ende 2018 sollten die Planungen durchgeführt werden. Die Baumaßnahmen sind für 2025 anvisiert. Im Dezember 2023 betragte die DB die Verkürzung des Bahnsteigs am Gleis 1 vom 140 m auf 120 m, die Verkürzung des Bahnsteigs an Gleis 2/3 und des Bahnsteigs Gleis 4/5 von 381 m auf 170 m sowie den Rückbau der Reste des außer Betrieb befindlichen Bahnsteigs am Gleis 5/7.
Des Weiteren sind der Neubau eines elektronischen Stellwerks und die Elektrifizierung im Zusammenhang mit dem Ausbau der Bahnstrecke Nürnberg–Marktredwitz geplant.

## Galerie

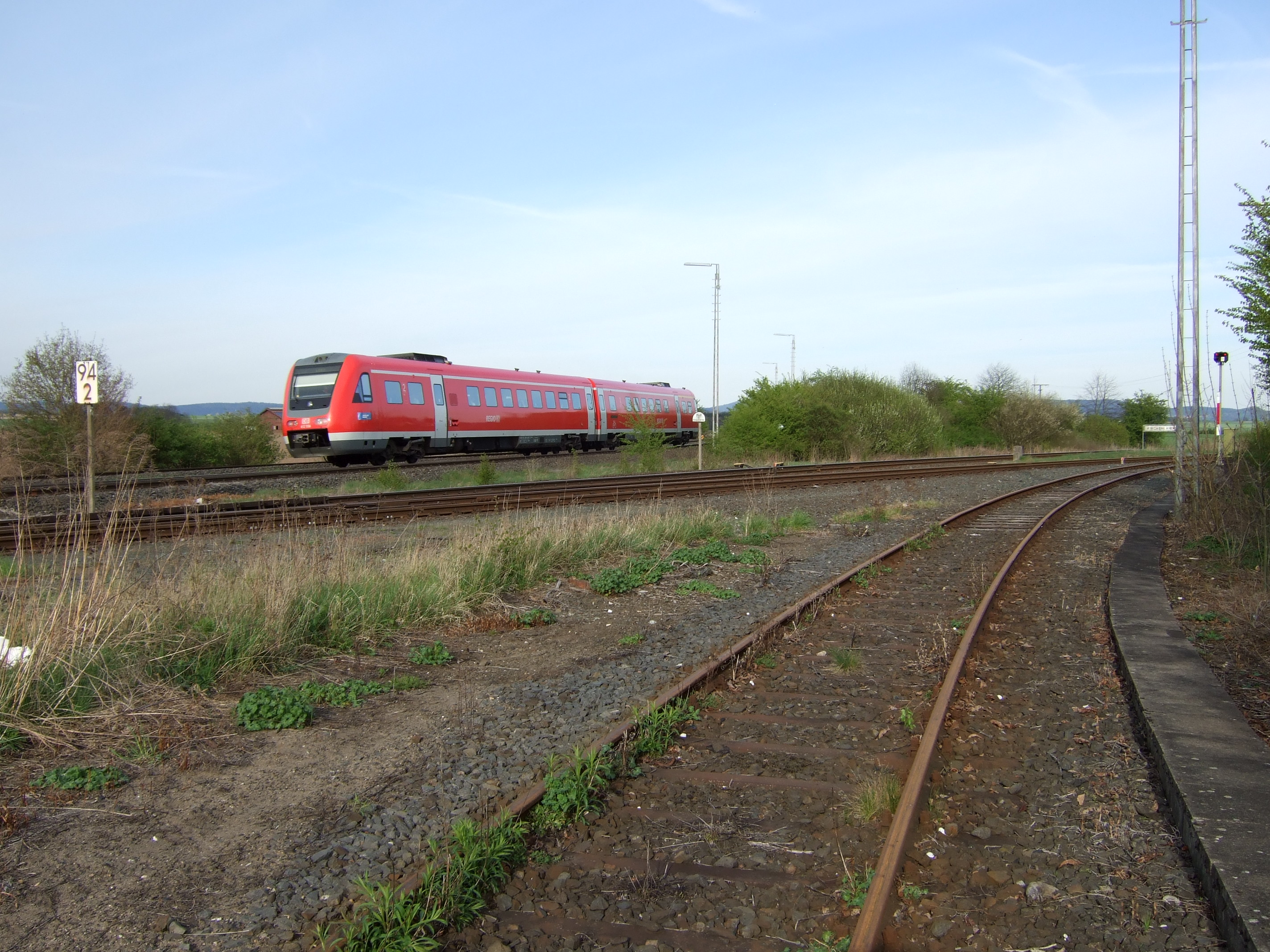
Im Vordergrund ein Betriebsgleis, mittig die Ausfahrt in Richtung Weiden, links ein VT 612 nach Marktredwitz
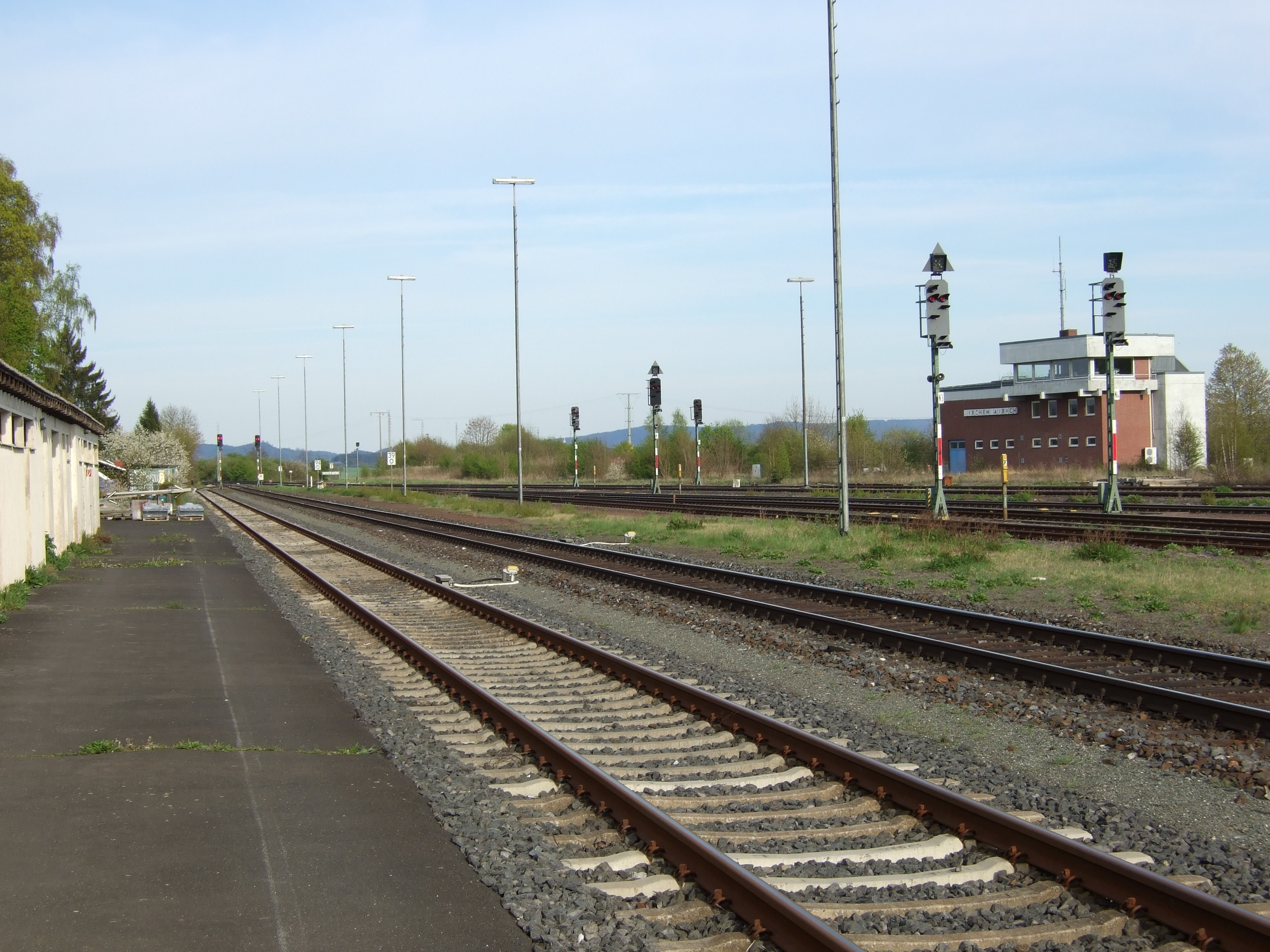
Das große Stellwerk am Ostkopf zeugt von der einstigen Bedeutung des Bahnhofs
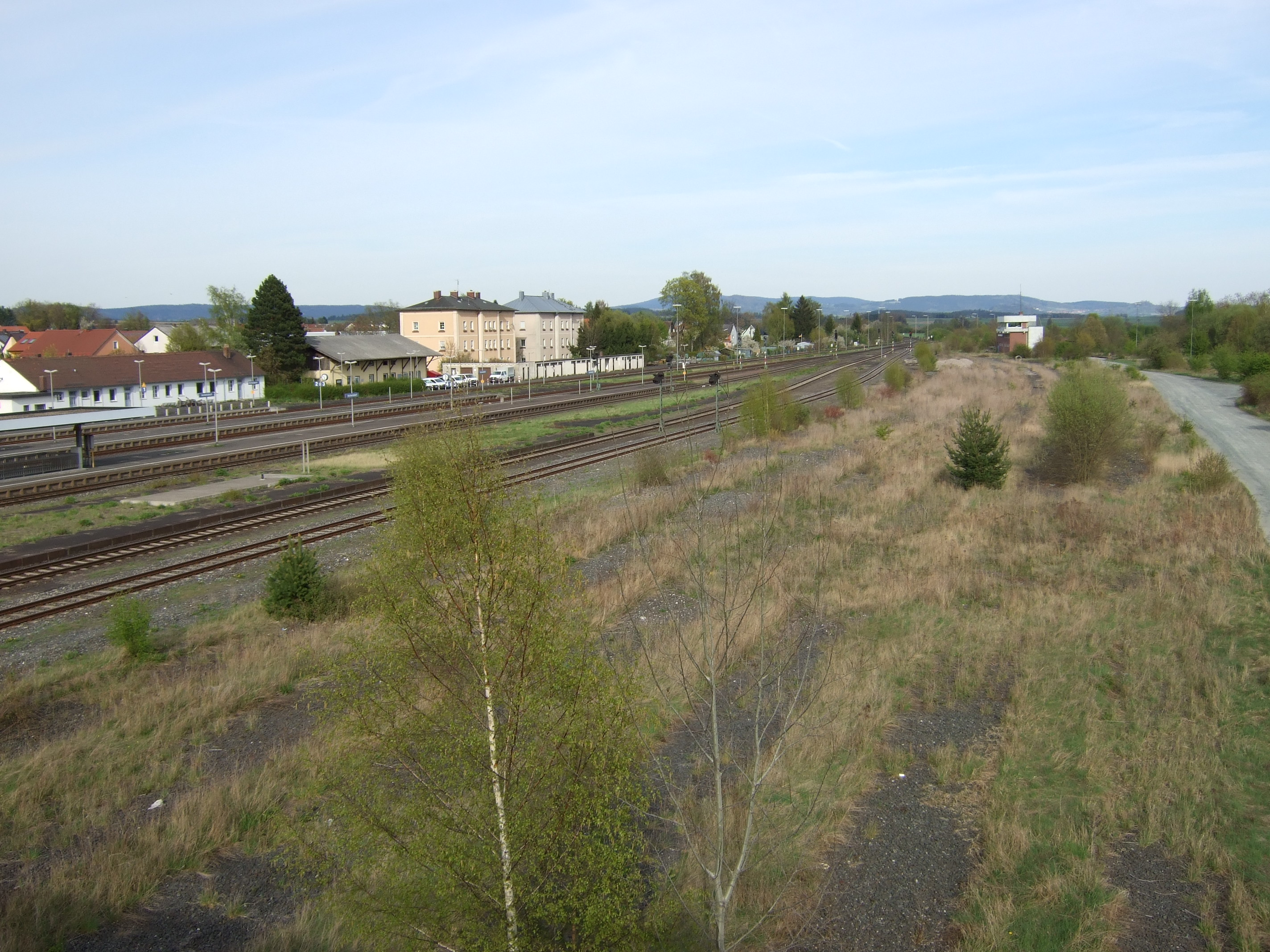
Blick über den verwaisten Rangierbahnhofsteil
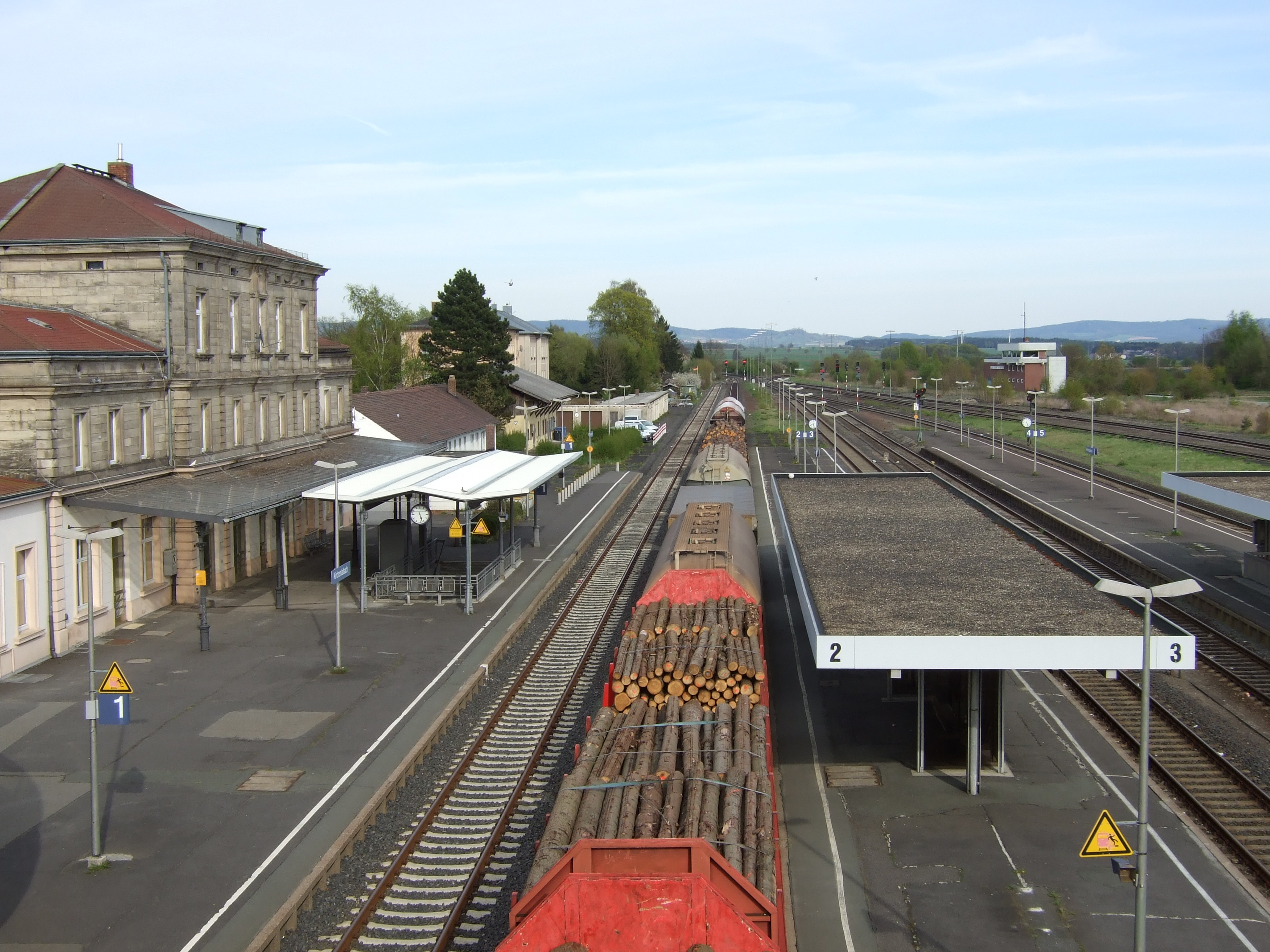
Blick von der Fußgängerbrücke über die Bahnsteige nach Osten
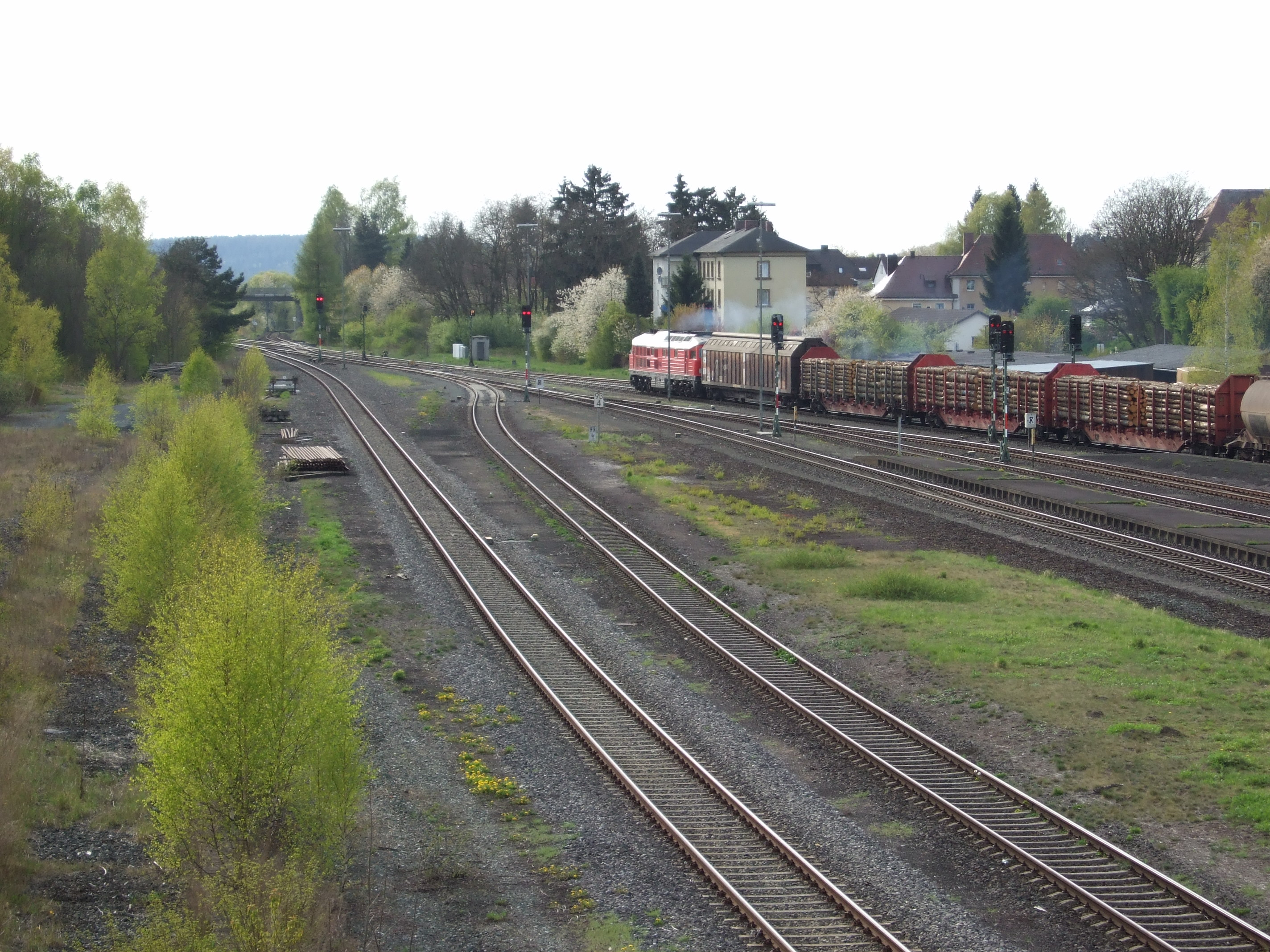
Westlicher Bahnhofskopf: nach links die zweigleisige Strecke nach Schnabelwaid, rechts eingleisig nach Bayreuth